# Pedro de Sintra
Pedro de Sintra est un navigateur et explorateur portugais du XVe siècle. 

## Biographie
Pedro de Sintra navigua pour le compte d'Henri le Navigateur. En 1462, il découvre la Sierra Leone qu'il nomma ainsi.
Il continue son exploration jusqu'au Royaume du Benin.
Pedro de Sintra continue à naviguer pour les rois Alphonse V de Portugal et Jean II de Portugal.
Il est mort en 1484 dans la région de la Guinée.